# Sphacelotheca polygoni-serrulati
Sphacelotheca polygoni-serrulati är en svampart som beskrevs av Maire 1917. Sphacelotheca polygoni-serrulati ingår i släktet Sphacelotheca och familjen Microbotryaceae.   Inga underarter finns listade i Catalogue of Life.